# Ясиньский, Марцелий
Марце́лий Яси́ньский (пол. Marceli Jasiński, Марцелий Антонович Ясинський; 1837 — 1867) — польский композитор, живший на Украине. Под псевдонимом Юзеф Дорошенко (Józef Doroszenko) опубликовал несколько статей и музыкальных пьес в еженедельном журнале Юзефа Сикорского «Музыкальное движение». Также сотрудничал с «Киевским телеграфом». Его статьи были посвящены музыке на Волыни, в Подолье и на Украине.
Ясиньский сочинил по меньшей мере два балета. Первый — «Пан Твардовский» (на сюжет о герое польского фольклора) — был поставлен в Киеве в 1860 году. Второй балет назывался «Тень» (Cień). Ему также принадлежат песни, сочинения для фортепиано и оркестра. Его Думка для скрипки или басоли с фортепиано была переиздана в 2014 году.

## Внешние ссылки
- Ясиньский, Марцелий: ноты произведений на International Music Score Library Project